# Kapelle Rheinmahd

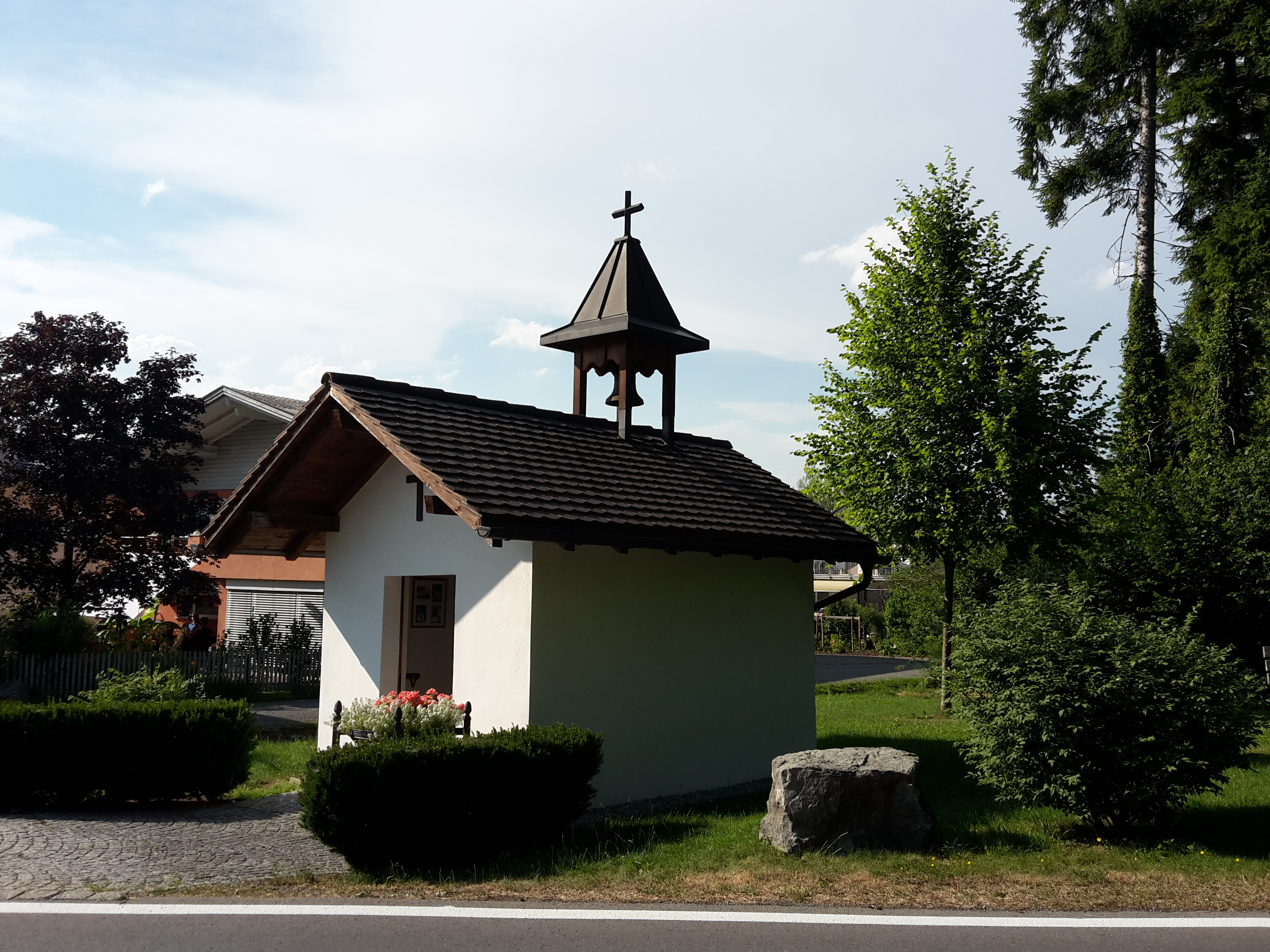
Kapelle Rheinmahd in Koblach

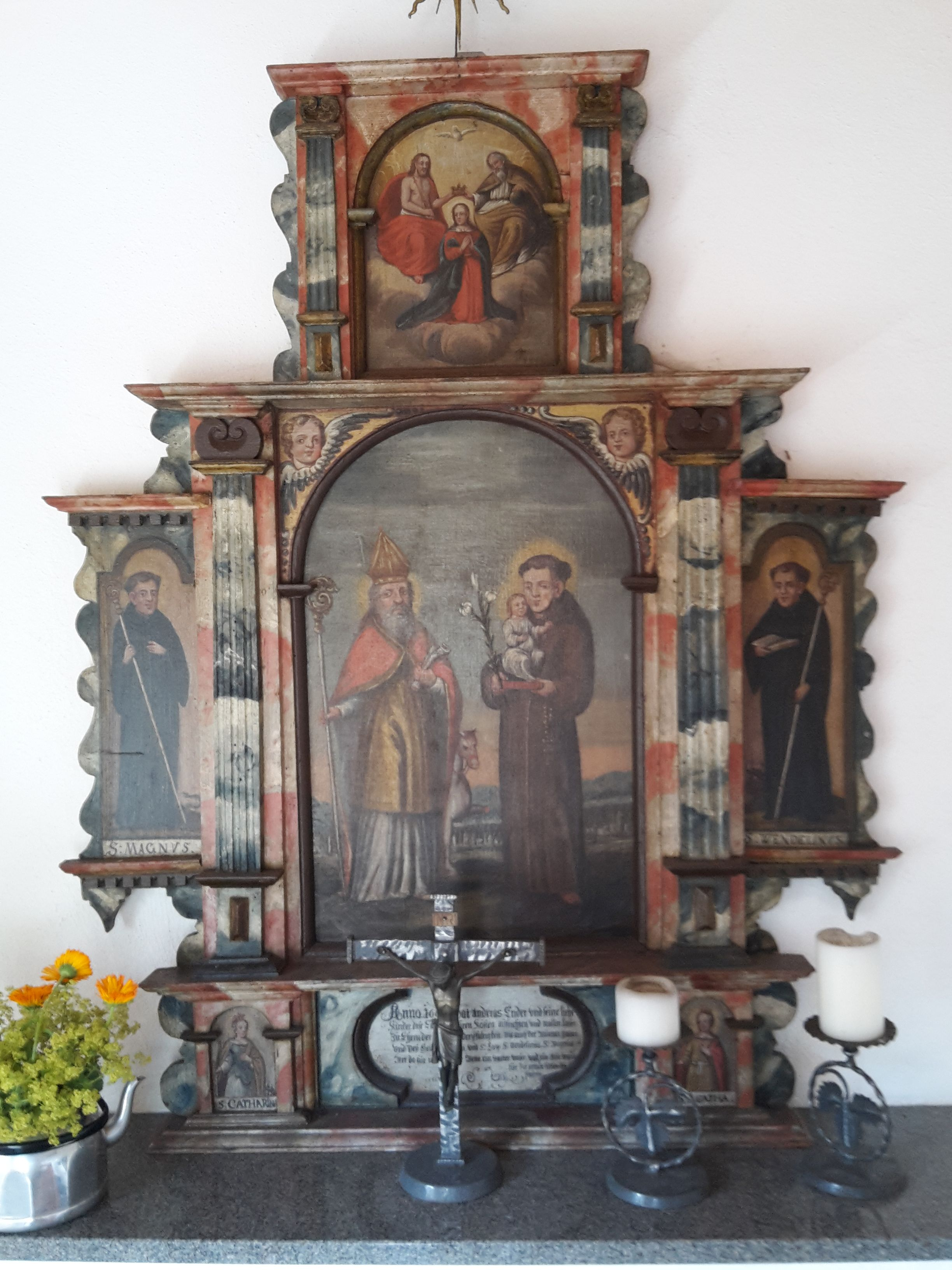
Altar aus dem Jahr 1693

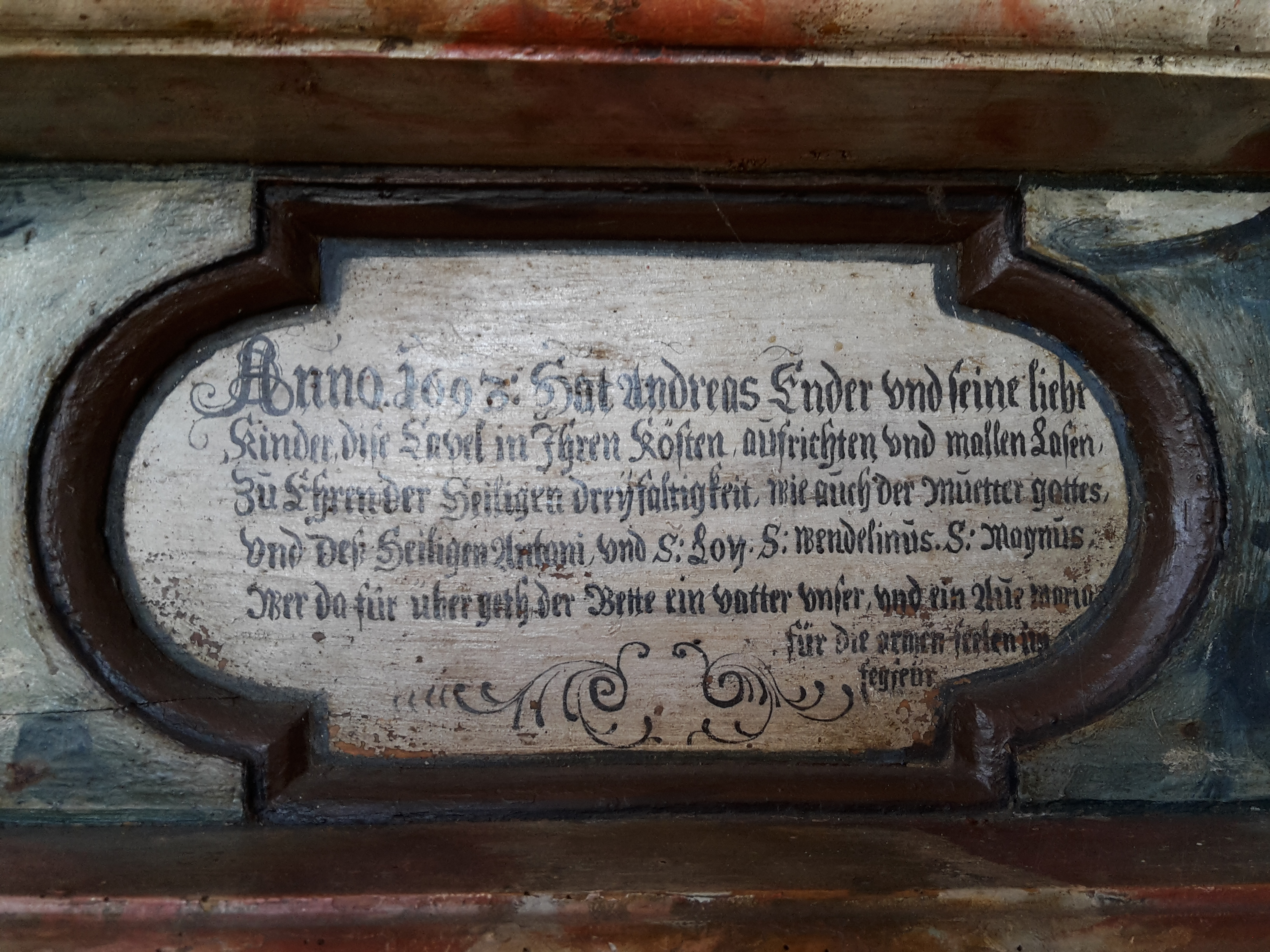
Altarinschrift

Die römisch-katholische Kapelle Rheinmahd (auch: Kapelle Kobelmahd) steht im Ortsteil Au der Gemeinde Koblach im Bezirk Feldkirch in Vorarlberg. Sie ist der Heiligen Dreifaltigkeit, der Gottesmutter und den Heiligen Antonius, Eligius (Loy), Wendelin und Magnus gewidmet und gehört zur Pfarrkirche Koblach und damit zum Dekanat Rankweil in der Diözese Feldkirch.

## Geschichte
Die Kapelle wurde 1693 erstmals errichtet und 1964 abgerissen. 1968 wurde die Kapelle etwas versetzt an einem neuen Standort wieder erbaut und 2011 umfassend aus privater Hand renoviert. Der Altar der Kapelle ist noch original aus dem ersten Kapellenbau.

## Kirchenbau
Außenbeschreibung
Es handelt sich um einen Bau mit rechteckiger Grundform und Südost/Nordwest-Ausrichtung (etwa 421 m ü. A.) und ist ca. 4 m hoch. Nordöstlich befindet sich der Altar und der Glockendachreiter auf dem Satteldach mit viereckigem Spitzhelm. Die hölzerne Eingangstüre weist einen Ausschnitt in Form eines Kreuzes auf. Direkt neben der Kapelle fließt der Rheinmahdgraben, zu dem hin auch das einzige Fenster (Rundbogenfenster) gerichtet ist. Die Kapelle steht in der Parzelle „Rheinmahd“ an der Straße Rheinmahd von Koblach nach Klaus und ist etwa 1700 m vom Zentrum von Koblach entfernt.
Innenbeschreibung
Der Betraum hat eine unechte tonnenförmige Decke aus mittelbraun lackierten Fichtenpaneelen. Die Wände sind verputzt und geweißelt.

## Ausstattung
Die Kapelle ist innen einfach gestaltet. Das Altarblatt zeigt die Heiligen, denen die Kapelle geweiht ist. In der Mitte – unbeschriftet – die Heiligen Eligius im Bischofsornat, kenntlich durch das Pferdebein in der Hand und das hinter ihm stehende Pferd ohne Bein, und Antonius von Padua, kenntlich durch das Jesuskind auf dem Arm und die Lilie in der Hand. Links – beschriftet „S. Magnus“ – der hl. Magnus von Füssen und rechts – beschriftet „S. Wendelinus“ – der hl. Wendelin.
Oben, im Altarauszug, ist die Dreifaltigkeit (Gottvater, der auferstandene Christus und der Heilige Geist in Gestalt einer Taube) dargestellt. Vor ihnen kniet Maria (Mutter Jesu) und wird gekrönt (Marienkrönung).
Den Mittelteil der Predella nimmt eine Kartusche mit Stifterinschrift ein, seitlich sind zwei weibliche Heilige dargestellt, links beschriftet „S. Catharina“, rechts beschriftet „S. Agatha“. Die Stifterinschrift lautet: Anno 1693 hat Andreas Ender und seine lieben Kinder dise Capel in Ihren Kösten aufrichten und mallen Lasen zu Ehren der Heiligen dreyfaltigkeit, wie auch der Muetter gottes, und deß Heiligen Antoni, und S:Loy, S: wendelinus, S: magnus, wer da für über geth der Bette ein vatter unser, und ein Ave maria für die armen seelen im fegfeür.
Links des Altars steht eine Schwarze Madonna auf einem Ständer – beschriftet „virgo Lauretana“ (Jungfrau von Loreto) – und rechts ist ein mehrarmiger Kerzenhalter aufgestellt.

## Kostentragung
Die Kosten für die Errichtung und Erhaltung tragen einige Privatpersonen und Sponsoren.